# Achim Wannicke

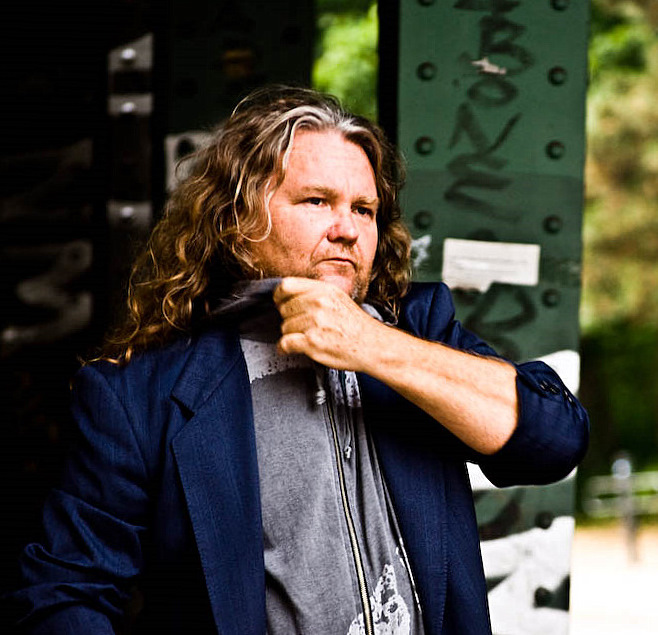
Achim Wannicke

Achim Wannicke (* 1. September 1950 in Berlin) ist ein deutscher Dichter.

## Leben und Wirken
Achim Wannicke ist aufgewachsen in Berlin und Minden in Nordrhein-Westfalen. Nach dem Abitur in Bielefeld nahm er ein Studium der Erziehungswissenschaft, Germanistik und Ethnologie in Marburg und Wien auf, das er mit einem Diplom in Pädagogik bei Dietmar Kamper abschloss. Nach einem mehrjährigen Lehrauftrag an der Freien Universität Berlin (Schwerpunkt: philosophische Anthropologie) betrieb er von 1992 bis 2008 die von ihm gegründete Kinderakademie Sterntaler, eine sich an Kinder wendende „Akademie für Neues Lernen“. Ab Dezember 2013 war er für zwei Monate Lehrbeauftragter an der FH Potsdam mit dem Seminar „Intuition – die vernachlässigte Dimension gelingenden Handelns“.
Nach ersten Gedichtveröffentlichungen in Anthologien und Literaturzeitschriften erhält Wannicke 1980 ein Aufenthaltsstipendium des Literarischen Colloquiums Berlin und hat 1982 mit dem Gedichtband Manchmal geborgen eine erste eigenständige Buchveröffentlichung im Luchterhand Literaturverlag. Ihr folgen später noch drei weitere Gedichtbände in dem Berliner Kleinverlag APHAIA.
Im März 2012 gründete Wannicke zusammen mit dem Klangkünstler Oni Shogun und dem Pianisten Richard Oeckel die Formation Vox Omissa.
Achim Wannicke lebt als freier Schriftsteller in Potsdam-Babelsberg.

## Werke

### Gedichtbände
- Manchmal geborgen. Gedichte, Luchterhand, Darmstadt 1982, ISBN 3-472-86552-0.
- Liebesmüh. Gedichte, APHAIA, Berlin 1988, ISBN 3-926677-02-3.
- Mitlesebuch 73. Gedichte, APHAIA (limitierte Aufl.), Berlin 2004
- Zeitenwäscherin. Gedichte, APHAIA, Berlin 2010, ISBN 978-3-926677-79-2.

### Hörbücher
- Liebesmüh, Kompaktkassette, Aphaia Verlag, Berlin 1988.

## Auszeichnungen
- 1980: Aufenthaltsstipendium im Literarischen Colloquium Berlin[2]
- 1987: Literaturpreis zur 750 Jahrfeier Berlin, (gestiftet von: Der Tagesspiegel)[2]
- 2012: Arbeitsstipendium für Literatur, ausgelobt vom Ministerium für Wissenschaft, Forschung und Kultur des Landes Brandenburg[5]